# Maison Wittgenstein

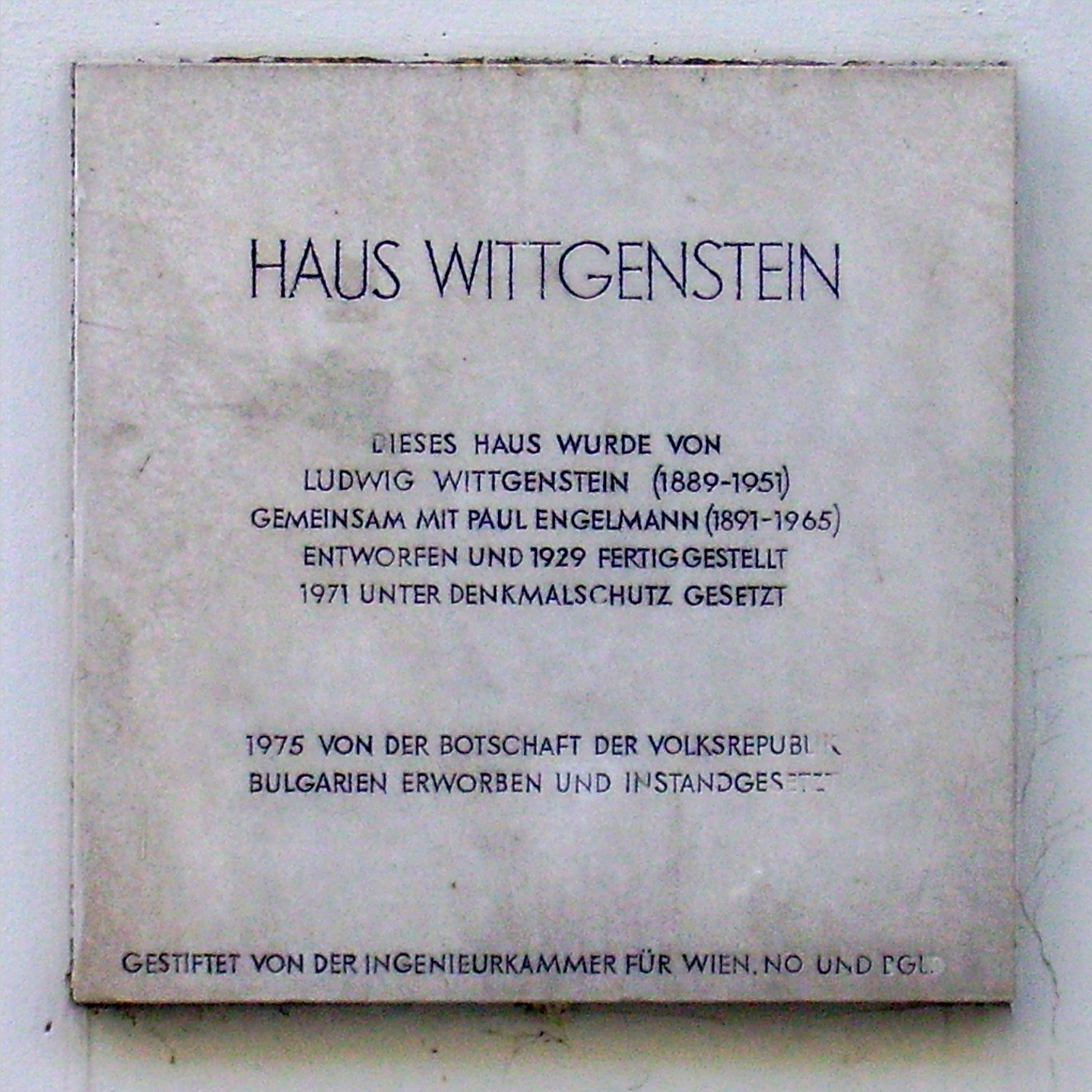
Plaque de la Maison Wittgenstein, indiquant ses créateurs Ludwig Wittgenstein et Paul Engelmann.

La Maison Wittgenstein (Haus Wittgenstein en allemand) est un bâtiment de style moderniste conçu et construit par le philosophe autrichien Ludwig Wittgenstein, avec les architectes Jacques Groag et Paul Engelmann, en 1927-1928 à Vienne.

## Histoire de laHaus Wittgenstein
En 1927-1928 à Vienne, le philosophe Ludwig Wittgenstein fait les plans de la Maison Wittgenstein et la construit, avec les architectes Jacques Groag et Paul Engelmann, tous deux élèves d'Adolf Loos. C'est un bâtiment de style moderniste, inspiré par l'anti-ornementalisme pratiqué et théorisé par Loos. La Maison Wittgenstein a été construite à la demande de la sœur de Wittgenstein, Margarethe Stonborough.
Elle abrite en 2018 l'« Institut culturel bulgare ».

## Style
Pour Wolfram Eilenberger, on peut comparer l'architecture de la maison Wittgenstein à celle du Tractatus, en ce qu'elle incarnerait la logique mais aussi une singularité énigmatique. « Si, au dedans, la maison séduit par sa transparence parfaite et la mise à nu de sa mécanique — le câble de l'ascenseur par exemple —, du dehors elle produit l'effet d'une énigme dont on croit pressentir la signification possible sans être capable de formuler la question sous-jacente. » Hermine Wittgenstein qualifie la maison d'un logement « pour les dieux ».